# Kobilinka
Kobilinka (en rus: Кобылинка) és un poble de l'óblast de Tula, a Rússia, segons el cens del 2010 tenia 145 habitants.